# 9nine

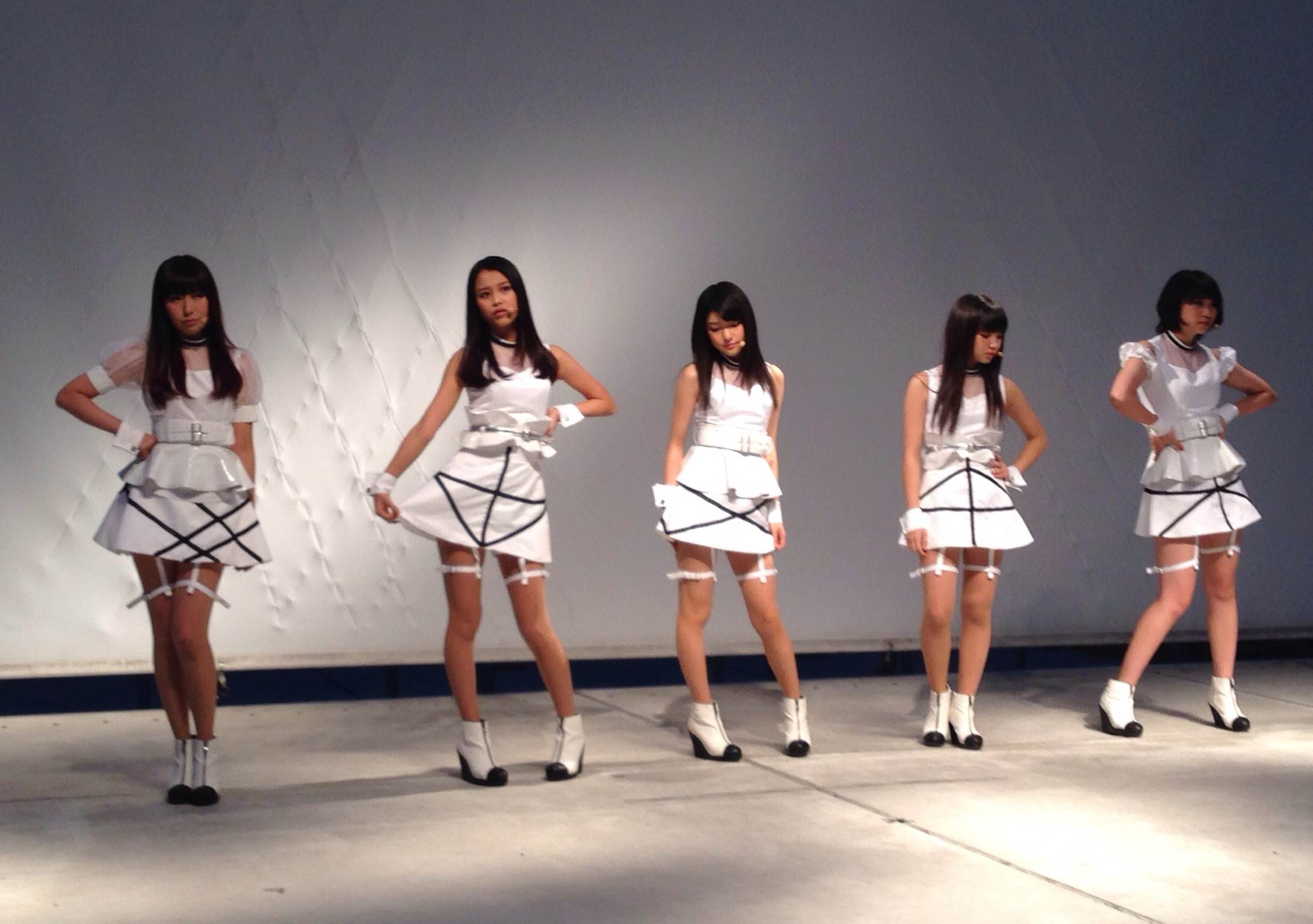
9nine (2013)

9nine (nur engl. nine ausgesprochen) ist eine japanische J-Pop Gruppe. Sie ist von LesPros Entertainment (レプロエンタテインメント) im Jahr 2005 gegründet worden. Der Name leitet sich aus dem Umstand ab, dass die Band aus neun Mädchen bestand, von denen heute jedoch nur noch fünf Mitglieder übrig sind.

## Mitglieder

### Aktuelle Mitglieder
- Uki Satake (佐武 宇綺), geboren am 8. März 1992 – Hauptgesang
- Sayaka Nishiwaki (西脇 彩華), geboren am 30. September 1992 – Hauptgesang, zweite Bandleaderin
- Kanae Yoshii (吉井 香奈恵), geboren am 8. April 1993 (Beitritt im September 2010) – Hauptgesang
- Umika Kawashima (川島 海荷), geboren am 3. März 1994 (Beitritt im Januar 2007) – führender Gesang
- Hirona Murata (村田 寛奈), geboren am 29. Dezember 1996 (Beitritt im September 2010, mit Kanae Yoshii) – führender Gesang

### Ehemalige Mitglieder
- Azusa Matsuzawa (松沢 梓), geboren am 15. April 1992 (Austritt im Januar 2007)
- Miwako Wagatsuma (我妻 三輪子), geboren am 11. Februar 1991
- Rubi Katō (加藤 瑠美), geboren am 24. Juli 1990, (Austritt im Dezember 2007)
- Marie Ashida (芦田 万莉恵), geboren am 23. Dezember 1990 – erster Hauptgesang (Austritt am 31. März, 2009)
- Mai Yoshida (吉田 茉以), geboren am 30. Oktober 1990 (gleich wie oben)
- Midori Yamaoka (山岡 みどり), geboren am 25. November 1990 (gleich wie oben)
- Madoka Shimogaki (下垣 真香), geboren am 15. Dezember 1991 (Beitritt 2007, mit Umika Kawashima, Austritt am 31. August, 2010)
- Moe Miura (三浦 萌), geboren am 16. Dezember 1992

## Diskografie

### Alben
| Jahr | Titel          | Höchstplatzierung, Gesamtwochen, AuszeichnungChartsChartplatzierungen (Jahr, Titel, Platzierungen, Wochen, Auszeichnungen, Anmerkungen) | Anmerkungen                         |
| Jahr | Titel          | JP | Anmerkungen                         |
| ---- | -------------- | --- | ----------------------------------- |
| 2007 | First 9        | — | Erstveröffentlichung: 21. März 2007 |
| 2008 | Second 9       | JP186 (1 Wo.)JP | Erstveröffentlichung: 9. Juli 2008  |
| 2012 | 9nine          | JP8 (4 Wo.)JP | Erstveröffentlichung: 7. März 2012  |
| 2013 | Cue            | JP15 (4 Wo.)JP | Erstveröffentlichung: 13. März 2013 |
| 2014 | Magi9 Playland | JP9 (4 Wo.)JP | Erstveröffentlichung: 18. Juni 2014 |
| 2016 | Best9          | JP11 (4 Wo.)JP | Erstveröffentlichung: 22. Juni 2016 |

### Singles
| Jahr | Titel Album | Höchstplatzierung, Gesamtwochen, AuszeichnungChartsChartplatzierungen (Jahr, Titel, Album, Platzierungen, Wochen, Auszeichnungen, Anmerkungen) | Anmerkungen                             |
| Jahr | Titel Album | JP | Anmerkungen                             |
| ---- | --- | --- | --------------------------------------- |
| 2006 | Sweet Snow – | — | Erstveröffentlichung: 14. Februar 2006  |
| 2008 | Show Time Second 9 | JP162 (1 Wo.)JP | Erstveröffentlichung: 4. Juni 2008      |
| 2009 | Smile Again – | JP44 (2 Wo.)JP | Erstveröffentlichung: 21. Oktober 2009  |
| 2010 | Hikari no Kage (ヒカリノカゲ) –                                                                                       | JP28 (2 Wo.)JP | Erstveröffentlichung: 20. Januar 2010   |
| 2010 | Cross Over 9nine | JP25 (11 Wo.)JP | Erstveröffentlichung: 1. Dezember 2010  |
| 2011 | Shining Star 9nine | JP13 (8 Wo.)JP | Erstveröffentlichung: 9. März 2011      |
| 2011 | Natsu Wanna Say Love U (夏 Wanna Say Love U) 9nine                                                                    | JP15 (2 Wo.)JP | Erstveröffentlichung: 20. Juli 2011     |
| 2011 | Tick Tock 2nite (チクタク☆2NITE) 9nine                                                                                | JP12 (4 Wo.)JP | Erstveröffentlichung: 21. Dezember 2011 |
| 2012 | Shōjo Traveller (少女トラベラー) 9nine                                                                                | JP9 (5 Wo.)JP | Erstveröffentlichung: 25. Januar 2012   |
| 2012 | Ryūsei no Kuchizuke (流星のくちづけ) Cue                                                                              | JP10 (3 Wo.)JP | Erstveröffentlichung: 20. Juni 2012     |
| 2012 | Yie Ar! Jiang Shi feat. Hao Hao! Jiang Shi Girl / Brave (イーアル!キョンシー feat. 好好!キョンシーガール / Brave) Cue | JP11 (4 Wo.)JP | Erstveröffentlichung: 14. November 2012 |
| 2012 | White Wishes Cue | JP11 (4 Wo.)JP | Erstveröffentlichung: 12. Dezember 2012 |
| 2013 | Colorful Cue | JP13 (4 Wo.)JP | Erstveröffentlichung: 6. Februar 2013   |
| 2013 | Evolution No. 9 Magi9 Playland                                                                                        | JP11 (3 Wo.)JP | Erstveröffentlichung: 12. Juni 2013     |
| 2013 | Re: Magi9 Playland | JP6 (3 Wo.)JP | Erstveröffentlichung: 20. November 2013 |
| 2014 | With You / With Me Magi9 Playland                                                                                     | JP4 (6 Wo.)JP | Erstveröffentlichung: 12. März 2014     |
| 2015 | Happy 7 Days – | JP8 (2 Wo.)JP | Erstveröffentlichung: 17. Juni 2015     |
| 2015 | My Only One – | JP10 (2 Wo.)JP | Erstveröffentlichung: 26. August 2015   |
| 2016 | Ai Ai Ai (愛 愛 愛) –                                                                                                 | JP4 (2 Wo.)JP | Erstveröffentlichung: 3. Mai 2016       |
| 2017 | Why Don’t You Relax? –                                                                                                | JP10 (3 Wo.)JP | Erstveröffentlichung: 3. Mai 2017       |
| 2017 | SunSunSunrise / Yurutopia (SunSunSunrise / ゆるとぴあ) –                                                              | JP13 (2 Wo.)JP | Erstveröffentlichung: 16. August 2017   |